# Auloserpusia zeuneri
Auloserpusia zeuneri är en insektsart som beskrevs av Willy Adolf Theodor Ramme 1929. Auloserpusia zeuneri ingår i släktet Auloserpusia och familjen gräshoppor.

## Underarter
Arten delas in i följande underarter:
- A. z. zeuneri
- A. z. toroensis
- A. z. zeuneriopsis